# Mniaa
Mniaa (franska: Mniaa (CR), Mniaa (Commune Rurale), arabiska: لخزازرة) är en kommun i Marocko.   Den ligger i provinsen Settat och regionen Casablanca-Settat, i den norra delen av landet, 140 km söder om huvudstaden Rabat. Antalet invånare är 11 249.